# Deka (jezioro)
Deka – jezioro na Pojezierzu Kaszubskim, w powiecie kościerskim (województwo pomorskie), na pograniczu kaszubsko-kociewskim. Wschodni brzeg jeziora sąsiaduje z większym kompleksem leśnym.
Powierzchnia całkowita: 10,82 ha